# TheOdd1sOut
제임스 랠리슨(James Rallison)은 온라인 상에서 TheOdd1sOut(더 오드 원스 아웃)라는 이름으로 활동하는 미국의 유튜버, 애니메이터, 코미디언, 작가로, 유튜브 채널에서 스토리 타임 애니메이션을 제작했다.